# Haggis
Haggis er en meget traditionel skotsk ret af indmad. Der er talrige egnsbestemte, familiebestemte eller personlige variationer af retten.

## Ingredienser
- mos af kartofler,
- mos af majroer eller kålrabi,
- kødstuvning af fåre- eller kalveindmad: hjerte, lever, lunge m.m.
- retten kan krydres individuelt og pyntes med persille, rosmarin, timian etc.

Stuvningen minder en del om finker og hachis og anvendes også i andre retter, såsom koteletter og kyllingebryst fyldt med haggis.
Nogle anbefaler, at retten serveres med skotsk whisky til.